# Служба маршрутизации и удалённого доступа
Служба маршрутизации и удаленного доступа (англ. routing and remote access service - RRAS) — интерфейс программирования приложений и серверное программное обеспечение компании Microsoft, которое позволяет создавать приложения, обеспечивающие маршрутизацию в сетях IPv4 и IPv6, а также взаимодействие между удаленными пользователями и сайтами посредством подключений виртуальной частной сети (VPN) или удаленного доступа. Разработчики также могут использовать RRAS для реализации протоколов маршрутизации.
1. Многопротокольный маршрутизатор — компьютер работающий с приложением RRAS может маршрутизировать по протоколам IP, IPX и AppleTalk одновременно. В RRAS включены два однонаправленных протокола, протокол маршрутной информации (RIP) и кратчайшего пути (OSPF), а также протокол управления группами интернета (IGMP).
2. Маршрутизатор с подключением по требованию — IP и IPX датаграммы могут быть направлены по требованию либо по постоянным соединениям WAN (аналоговые телефонные линии, ISDN или через VPN соединения).
3. Программа удалённого администрирования (RAS) — обеспечивает возможность удаленного подключения устанавливая связь с помощью телефонной линии (dial-up) либо через клиенты удаленного доступа VPN, которые используют IP, IPX, AppleTalk или NetBEUI.

## Введение
Служба маршрутизации и удаленного доступа (RRsAS) может использоваться для создания клиентских приложений. Эти приложения отображаются RAS обычно диалоговыми окнами, управления подключениями удаленного доступа и устройств, а также манипулированием записями телефонной книги.

## Пакет управления службой маршрутизации и удаленного доступа
Пакет управления службой маршрутизации и удаленного доступа помогает администратору сети следить за состоянием и доступностью компьютера с запущенным Windows Server 2008 R2.

## Новые возможности в Windows Server 2008
1. Диспетчер сервера — приложение используемое для оказания помощи системному администратору с установкой, настройкой и управлением другим возможностями RRAS.
2. Secure Socket Tunneling Protocol
3. Принудительная защита доступа к сети VPN — ограничение подключений VPN к определенным сетевым службам.
4. Поддержка IPv6 — добавлены технологии позволяющие работать в IPv6 (PPPv6, L2TP, DHCPv6 и RADIUS).
5. Поддержка новых средств шифрования — усиление алгоритмов шифрования соответствующих требованиям безопасности правительства, кроме того удалены алгоритмы, которые не могли быть усилены в соответствии с требованиями.[4]

## Удаленные технологии
1. Bandwidth Allocation Protocol (BAP). Удален из Windows Vista. Отключен в Windows Server 2008.
2. X.25.
3. SLIP. Соединения основанные на SLIP будут автоматически обновлены на соединения основанные на PPP.
4. Асинхронный способ передачи данных (ATM).
5. IP по IEEE 1394.
6. NWLink IPX/SPX/NetBIOS — транспортный протокол совместимости.
7. Службы для Macintosh.
8. OSPF компонент протокола маршрутизации в службе маршрутизации и удаленного доступа.
9. Основной брандмауэр в RRAS (заменен брандмауэр Windows).
10. Статический IP фильтр API для RRAS (заменен Windows Filtering Platform API).
11. SPAP, EAP-MD5-CHAP и MS-CHAP протоколы аутентификации для соединений основанных на PPP.[4]